# Christophe Prazuck
Christophe Prazuck, né le 11 octobre 1960 à Oran, est un militaire français. Amiral, il est chef d'état-major de la Marine du 13 juillet 2016 au 31 août 2020.

## Biographie

### Origine et formation
Christophe Prazuck est le fils du contre-amiral Stéphane Prazuck. Élève de classe préparatoire au lycée Saint-Louis de Paris, il décide de s'engager dans la Marine nationale après avoir vu le film Le Crabe-Tambour. Il entre à l'École navale en septembre 1979.

### Carrière militaire
À l'issue de l'école d'application sur la Jeanne d'Arc, Christophe Prazuck est affecté de 1982 à 1984 sur le patrouilleur Altaïr puis sur le bâtiment de transport léger (BATRAL) Champlain, basés à La Réunion. Il reste dans la zone de l'océan Indien pour son affectation suivante en tant qu'officier en second du patrouilleur rapide Épée à Mayotte.
De 1984 à 1989, il rejoint les forces sous-marines, d'abord sur le Ouessant, puis sur la Doris comme officier opérations ; il est ensuite officier de marque « armes » à la commission d’études pratiques des sous-marins.
De 1989 à 1991, il est élève à la Naval Postgraduate School de Monterey en Californie où il obtient un doctorat en océanographie physique. À l'issue de cette formation, il dirige la cellule d’environnement de la Marine de Toulouse.
En 1994, il est nommé commandant en second du bâtiment de ravitaillement Var avant de prendre le commandement du bâtiment de transport léger (BATRAL) Champlain l'année suivante.
Il est stagiaire du Collège interarmées de Défense (École de guerre) en 1996, puis devient chef du groupement opérations (CGO) à bord de la frégate anti-sous-marine Tourville. Il prend en 1999 le commandement de la frégate de surveillance Floréal basée à La Réunion.
En 2000, il rejoint le Service d'informations et de relations publiques des armées de la Marine (SIRPA Marine) où il exerce d'abord la fonction de second, avant d'en prendre la direction en 2001 pour une période de trois ans. En 2004, il est placé à la tête du département Médias de la Délégation à l'information et à la communication de la Défense (DICoD) puis, en 2006, il devient le conseiller communication du chef d’état-major des armées, le général d'armée Jean-Louis Georgelin.
Le 1er août 2009, il est nommé au grade de contre-amiral et prend, le 30 août suivant, le commandement de la Force maritime des fusiliers marins et commandos (FORFUSCO) à Lorient. Il est nommé vice-amiral le 1er janvier 2012.
Élevé au rang de vice-amiral d'escadre le 1er septembre 2012, il est nommé sous-chef de l’état-major de la Marine chargé des Ressources humaines. Le 15 juillet 2014, il devient directeur du personnel militaire de la Marine.

### Chef d'état-major de la Marine
Le 6 juillet 2016, Christophe Prazuck est nommé en Conseil des ministres chef d'état-major de la Marine et élevé aux rang et appellation d’amiral à compter du 13 juillet suivant. Il succède à l'amiral Bernard Rogel.
Il fait ses adieux aux armes le 1er septembre 2020 sur le porte-avions Charles de Gaulle, lors d'une cérémonie présidée par la ministre des Armées Florence Parly. Il remet la marque de l'amirauté à son successeur, l'amiral Pierre Vandier, avant de quitter le bord sur une yole. Cette dernière a pour barreur l'amiral Denis Béraud, ancien inspecteur général de la Marine nationale et compte neuf amiraux parmi ses rameurs.

### Carrière dans le milieu civil
En février 2021, Christophe Prazuck est nommé directeur du nouvel institut de l'Océan de Sorbonne Université.

## Grades militaires
- 1er juin 2001 : capitaine de vaisseau[15].
- 1er août 2009 : contre-amiral[6].
- 1er janvier 2012 : vice-amiral[8].
- 1er septembre 2012 : vice-amiral d'escadre[9].
- 13 juillet 2016 : amiral[11].

## Décorations
|  |  |  |
|  |  |  |
|  |  |  |
|  |  |  |
|  |  |  |

### Intitulés
- Grand officier de la Légion d'honneur en 2020[16] (chevalier en 2000[17], officier en 2009[18], commandeur en 2015[19]).
- Chevalier de l'ordre national du Mérite en 1997[20].
- Commandeur de l'ordre du Mérite maritime en 2018[21] (officier en 2012[22]).
- Médaille de la Défense nationale, échelon argent.
- Médaille commémorative française
- Médaille de l'OTAN pour l'ex-Yougoslavie.
- Commandeur de l'ordre pro Merito Melitensi (ordre souverain de Malte).
- Grand officier de l'ordre du Mérite naval (pt) du Brésil en 2017[23].
- Médaille du mérite Tamandaré (pt) (Brésil).
- Commandeur de l'ordre du Mérite de la République italienne‎ en 2019[24].
- Grand Croix du Mérite naval espagnol avec distinction blanche.
- Officier honoraire de l'ordre d'Australie à titre militaire en 2019[25],[26].
- Grand Officier du Wissam Al Alaoui (Maroc) du 10 février 2020
- Commander Legion of Merit of the United States of America, août 2020
- Médaille de l'ordre du Soleil Levant, Etoiles d'or et d'argent (Japon) en 2021.